# Charles-Édouard Brown-Séquard
Charles-Édouard Brown-Séquard (Port Louis, 8 de abril de 1817 — Sceaux, 2 de abril de 1894) foi um neurologista britânico e francês

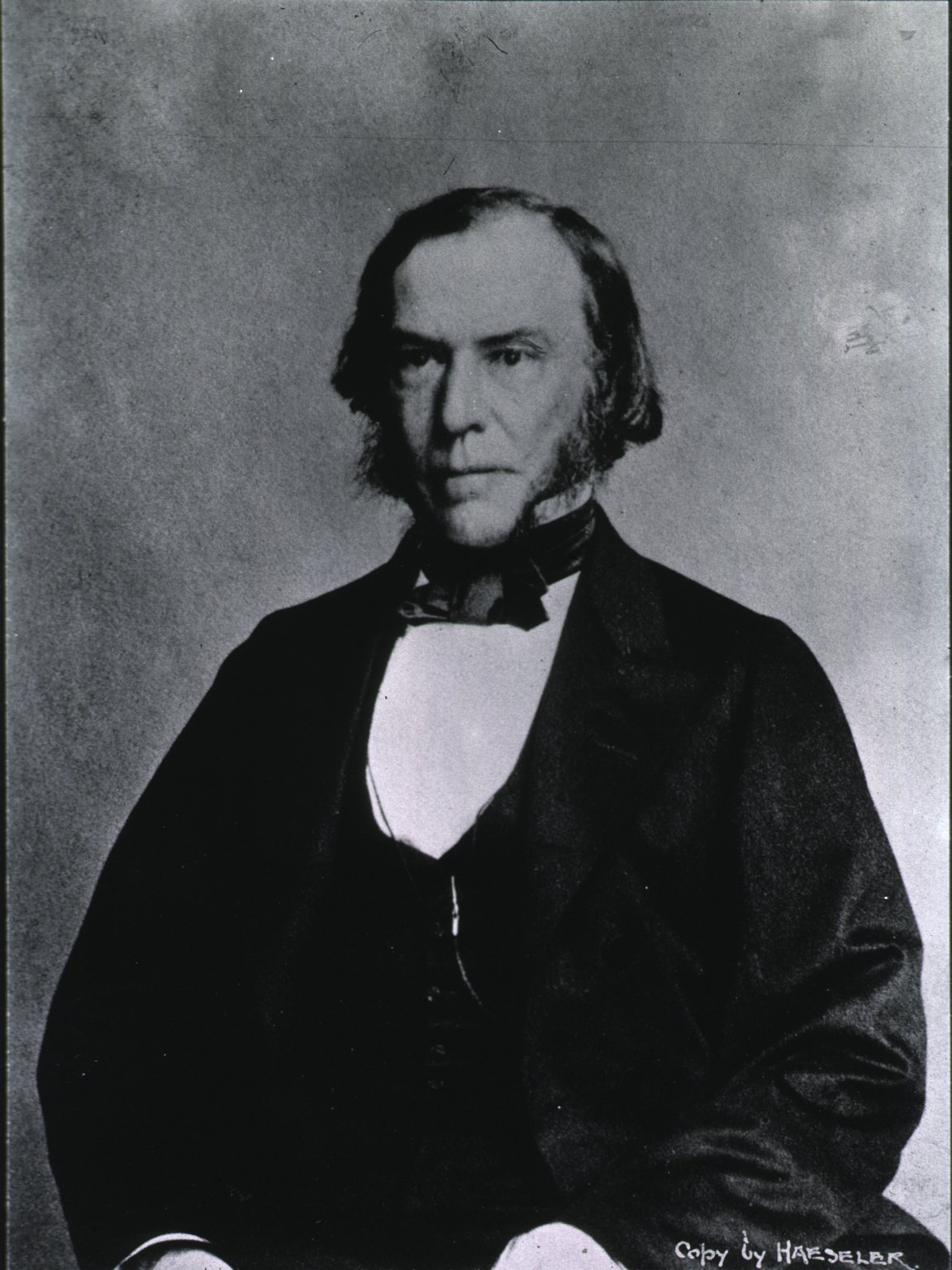
Charles-Édouard Brown-Séquard

Filho de um capitão marítimo americano e de uma francesa. Nasceu nas ilhas Maurício. Estudou nos Estados Unidos e na França e trabalhou diversos anos no Reino Unido, Estados Unidos e França. Descreveu a lesão da síndrome de Brown-Séquard após observar o acontecimento de trauma na medula espinhal em fazendeiros enquanto cortavam cana-de-açúcar nas ilhas Maurício.
Recebeu a Medalha Baly de 1883.

## Epônimo
Em sua homenagem foi batizada a síndrome de Brown-Séquard.